# Öskjuvatn

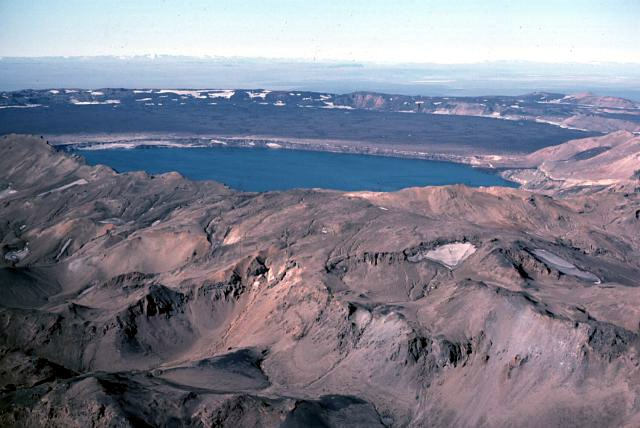
Vista aérea del Öskjuvatn.

El Öskjuvatn es un lago en las Tierras Altas de Islandia. Tiene una superficie de unos 11 km² y una profundidad de 217 metros, lo que lo convierte en el segundo más profundo de Islandia por detrás del Jökulsárlón.

## Características
El Öskjuvatn se encuentra en el cráter volcánico del volcán Askja en el noreste del glaciar de Vatnajökull, en la zona sur del municipio de Skútustaðahreppur. Su nombre significa lake of Askja. Como el vecino cráter Víti, se creó tras una enorme erupción volcánica en 1875.